# 田口ツギ
田口 ツギ（たぐち ツギ、1903年10月19日 - 1934年8月19日、女性）は、昭和初期の日本の社会運動家、治安維持法の下で非合法政党であった時期の日本共産党の党員。

## 経歴
群馬県群馬郡滝川村（後の高崎市の一部）に生まれる。生家は、半農半商の穀屋であったが、1920年の戦後恐慌の際に破産した。
上級学校へは進学しなかったが、養蚕や農業に従事しながら、下田歌子の実践女学校における講義録を読み、独学青年の集まる「詩と歌の会」に参加するなどしていた
1925年1月、姉である田口マチ（後の梶並マチ）とともに、前橋市で開かれた講演会で、東京合同労働組合の活動家であった丹野セツの講演に触れる。1926年1月には姉とともに、家出して上京し、丹野を頼って東京合同労働組合に出向き、当初は渡辺政之助宅に身を寄せた。翌2月から精工舎に勤務したが5月には退職し、以降、東邦製帽、共同ゴム、国民新聞、芥川製菓など、職を転々としたが、これは既にこの時点で、活動家として特別高等警察に目を付けられていたためであった。
1926年から1927年にかけて、日本楽器製造（後のヤマハ）や浅野セメントの労働争議の支援に関わり、1927年6月には東京合同労働組合の婦人部長となった。また同年7月には、野坂竜らが結成した関東婦人同盟に加わった。しかし、8月には肺結核のため、帰郷を余儀なくされた
1927年から1928年にかけてのいずれかの時期に、日本共産党に入党したとされる。
1928年3月14日に再び上京したが、翌15日には日本共産党の関係者多数が拘束された三・一五事件に巻き込まれて拘束され、翌日解放された。その後、野坂竜や渡辺政之助の下に身を寄せながら、市ヶ谷刑務所に収容された党員たちと頻繁に面会し、密かに連絡を繋ぐ役割を果たした。しかし、8月4日に
同居していた党員ともども、治安維持法違反で逮捕され、懲役2年執行猶予4年に処せられた。しかし、収容された獄中でしばしば喀血するなど、病状が悪化したため、1930年はじめに保釈された。
その後、東京府中野町（後の中野区）にあったキリスト教系の施設ベタニヤホームに入っていたが、この頃にも、1929年の四・一六事件による弾圧で獄中にあった唐沢清八や佐野学らとの連絡役を果たしていた。1933年6月に解放運動犠牲者救援ハウスが開設されると、その最初の収容者となり、山田清三郎の経済的支援を受けた。
最期は群馬県の郷里に戻り、祖母と母に看取られて亡くなった。